# Giovanny Romero
Giovanny Michael Romero Armenio (Caracas, Venezuela; 1 de enero de 1984) es un exfutbolista venezolano que jugaba como defensa .

## Biografía
Giovanny Romero nació el 1 de enero de 1984 en Caracas, Venezuela. Comenzó a jugar a los 5 años de edad con el Cocodrilos Fútbol Club, en la categoría Pre-B, quedando campeón tres años después en la Liga César del Vecchio, así como tercer goleador con 19 dianas, nominado como "Mejor Jugador del Equipo".
A los 9 años de edad se muda para la Capital del Estado Carabobo, Valencia, en donde juega con el Centro Italo Venezolano de esta localidad, participando en el Campeonato Nacional de la categoría Pre-A, quedando subcampeón en el Estado Mérida. Posteriormente ficha para la Hermandad Gallega de Valencia en la categoría Infantil C, Infantil B e Infantil A, quedando campeón en todas sus categorías en los Campeonatos Estadales y representando a la Selección del Estado Carabobo en todas sus categorías; Cabe destacar el Campeonato Nacional Infantil B en Pto. Ordaz, Estado Bolívar, donde obtienen el sub- Campeonato, y es convocado por primera vez a la Selección Nacional de Venezuela sub-15.
Participa en el Mundialito sub-15, organizado por Rafa Santana, celebrado en el estadio Olímpico de la ciudad Universitaria de Caracas, como Capitán obtienen el Campeonato, ganándole a equipos de la talla como el Santos de Brasil, Millonarios de Colombia, Pescara de Italia, entre otros. 
Seguidamente, es fichado por el Carabobo Fútbol Club para participar en la categoría sub-17, marcando 11 tantos, y llegando a cuartos de final de dicho Campeonato sub-17. Este mismo año, con la Selección Nacional de Venezuela sub-17, participa en el Campeonato Sudamericano en Arequipa, Perú, obteniendo el cuarto lugar, quedando a tan sólo 1 punto de asistir a un Mundial. Luego de esto, el Profesor Nelson Carrero, le hace el llamado y ficha con el Caracas Fútbol Club, en la categoría sub-20. Es en este año cuando Giovanny Romero con 17 años de edad, debuta en Primera división gracias al llamado del Profesor Carlos Horacio Moreno y viaja a México para la Copa Pre-Libertadores de América, enfrentándose a equipos Mexicanos como el América y el Morelia.
Durante su segundo año con el Caracas Fútbol Club, este joven talento viaja a Italia para probar suerte en las filas del Napoli, y la Palmese de la Tercera categoría del fútbol Italiano.
Un año después, es mandado de prueba al Deportivo Pereira de la Primera División del Fútbol Colombiano, regresa al Caracas Fútbol Club nuevamente, y es mandado de préstamo al Trujillanos Fútbol Club, donde participa en el Torneo Apertura 2004-2005 del Fútbol Profesional Venezolano. En el Clausura de ese mismo año, recibe el llamado del Profesor Darío Martínez, para integrar la plantilla del Deportivo Italmaracaibo, donde resalta como uno de los jugadores más constante, y con más minutos jugados del Torneo.
Regresa al Caracas con el Profesor Colombiano Barrabás Gómez, y pese a ciertas dificultades, obtienen el Título del Torneo Profesional Venezolano.
Actualmente se sigue desempeñando como uno de los mejores zagueros del Caracas Fútbol Club, en la Primera Categoría.

## Clubes
| Club                    | País      | Año        | PJ  | Goles |
| ----------------------- | --------- | ---------- | --- | ----- |
| Palmese Fútbol Club     | Italia    | 2002       | 0   | 0     |
| Caracas FC              | Venezuela | 2003       | 2   | 0     |
| Deportivo Pereira       | Colombia  | 2004       | 0   | 0     |
| Trujillanos FC          | Venezuela | 2004-2005  | 5   | 0     |
| Caracas FC              | Venezuela | 2005       | 7   | 0     |
| Italmaracaibo           | Venezuela | 2005       | 11  | 0     |
| Caracas FC              | Venezuela | 2005 -2011 | 107 | 2     |
| Mineros de Guayana      | Venezuela | 2011- 2013 | 58  | 1     |
| Atlético Venezuela      | Venezuela | 2013-2014  | 33  | 0     |
| Doxa Katokopias         | Chipre    | 2014       | 0   | 0     |
| Zulia F. C.             | Venezuela | 2015-2016  | 83  | 5     |
| Deportivo Táchira       | Venezuela | 2017       | 36  | 1     |
| Deportivo la Guaira     | Venezuela | 2018       | 14  | 1     |
| Academia Puerto Cabello | Venezuela | 2018       | 15  | 1     |
| ASD Paternò Calcio      | Italia    | 2018-2019  | ?   |       |
| UD Las Zocas            | España    | 2019       | ?   |       |
| Stintino Calcio         | Italia    | 2020       | ?   |       |
| CD Buzanaday            | España    | 2021       | ?   |       |
| UD Las Zocas            | España    | 2022-2023  | ?   |       |
| CD San Miguel           | España    | 2023-2024  | ?   |       |
| CD Águilas San Aquilino | España    | 2024-2025  | ?   |       |

## Palmarés

### Campeonato Nacionales
| Título                      | Club               | País      | Año     |
| --------------------------- | ------------------ | --------- | ------- |
| Primera División Venezolana | Caracas FC         | Venezuela | 2000/01 |
| Torneo Apertura             | Caracas FC         | Venezuela | 2002    |
| Primera División Venezolana | Caracas FC         | Venezuela | 2002/03 |
| Torneo Apertura             | Caracas FC         | Venezuela | 2003    |
| Torneo Clausura             | Caracas FC         | Venezuela | 2006    |
| Primera División Venezolana | Caracas FC         | Venezuela | 2005/06 |
| Torneo Apertura             | Caracas FC         | Venezuela | 2006    |
| Primera División Venezolana | Caracas FC         | Venezuela | 2006/07 |
| Torneo Apertura             | Caracas FC         | Venezuela | 2007    |
| Torneo Clausura             | Caracas FC         | Venezuela | 2009    |
| Primera División Venezolana | Caracas FC         | Venezuela | 2008/09 |
| Copa Venezuela              | Caracas FC         | Venezuela | 2009    |
| Copa Venezuela              | Mineros de Guayana | Venezuela | 2011    |
| Copa Venezuela              | Zulia FC           | Venezuela | 2016    |
| Torneo Clausura             | Zulia FC           | Venezuela | 2016    |